# Propoziție circumstanțială de mod
Propoziția circumstanțială de mod constituie în frază o realizare propozițională a complementului circumstanțial de mod.

## Întrebări
- Cum?

- În ce fel?

- În ce mod?

Def:Propoziția circumstanțială de mod arată modul în care se desfășoară o acțiune sau felul în care se prezintă o însușire.
Întrebări:cum? , în ce fel? , în ce mod?
Elemente regente
▪verb: Merg cum vreau eu.
▪adverb: 
▪locuțiune substantivala:
▪locuțiune verbală: 